# John F. Gregory
John F. Gregory (1927-2009) was een Amerikaanse ontwerper van optische instrumenten en popularisator van het zelfbouwen van telescopen. Hij ontwikkelde een variant van de Maksoetovtelescoop, die naar hem wel de Gregory-Maksoetovtelescoop wordt genoemd.

## Biografie
John Gregory werd in 1927 geboren in Cleveland (Ohio). Hij studeerde aan de Case Western Reserve University. In de jaren 1950 begon hij zijn carrière bij Perkin-Elmer. In 1974 werd hij hoofdingenieur op het McDonald-observatorium van de Universiteit van Texas. In 1978 nam hij daar ontslag en begon zijne igen bedrijf Gregory Optics, een advies-, ontwerp- en productiebedrijf op het gebied van optica en telescopen.
Hij overleed in 2009 door een verkeersongeval.

## De Gregory-Maksoetovtelecoop
In 1957 publiceerde Gregory een artikel in het tijdschrift Sky & Telescope, getiteld A Cassegrainian-Maksutov Telescope Design for the Amateur.
Daarin beschreef hij de constructie van een variant van de Maksoetovtelescoop waarin alle oppervlakken sferisch zijn, en waar de secundaire spiegel bestaat uit een cirkelvormig gealuminiseerd midden op de achterzijde van de Maksoetovcorrector. Dit ontwerp was niet alleen eenvoudiger dan dat van de klassieke Maksoetovtelescoop, maar het had ook als voordeel dat de secundarie spiegen vast zat op de primaire, zodat de telescoop robuust was en er geen ophanging voor de secundaire spiegel nodig was die anders diffractieverschijnselen in het beeld ou veroorzaken. Tegenwoordig zijn de meeste Maksoetovtelescopen zijn van dit type, dat ook wel Gregory-Maksoetovtelescoop wordt genoemd.
Gregory’s artikel bevatte zowel gedetailleerde optische specificaties als bouwtechnieken en testalgoritmes. Hij heeft nog veel meer artikelen en columns gepubliceerd in Sky & Telescope.
Ook heeft hij een Maksoetovtelescoop van 56 cm en f/3,7 ontworpen voor het Stamford Museum and Nature Center in Connecticut. Deze is nog steeds (eind 2009) de grootste Maksoetovtelescoop in de VS, In 1980 schonk hij een door hem gebouwde Maksoetov-Cassegraintelescoop van 21 cm en f/16 aan de universiteit waar hij was afgestudeerd, Case Western Reserve.